# Bromélia

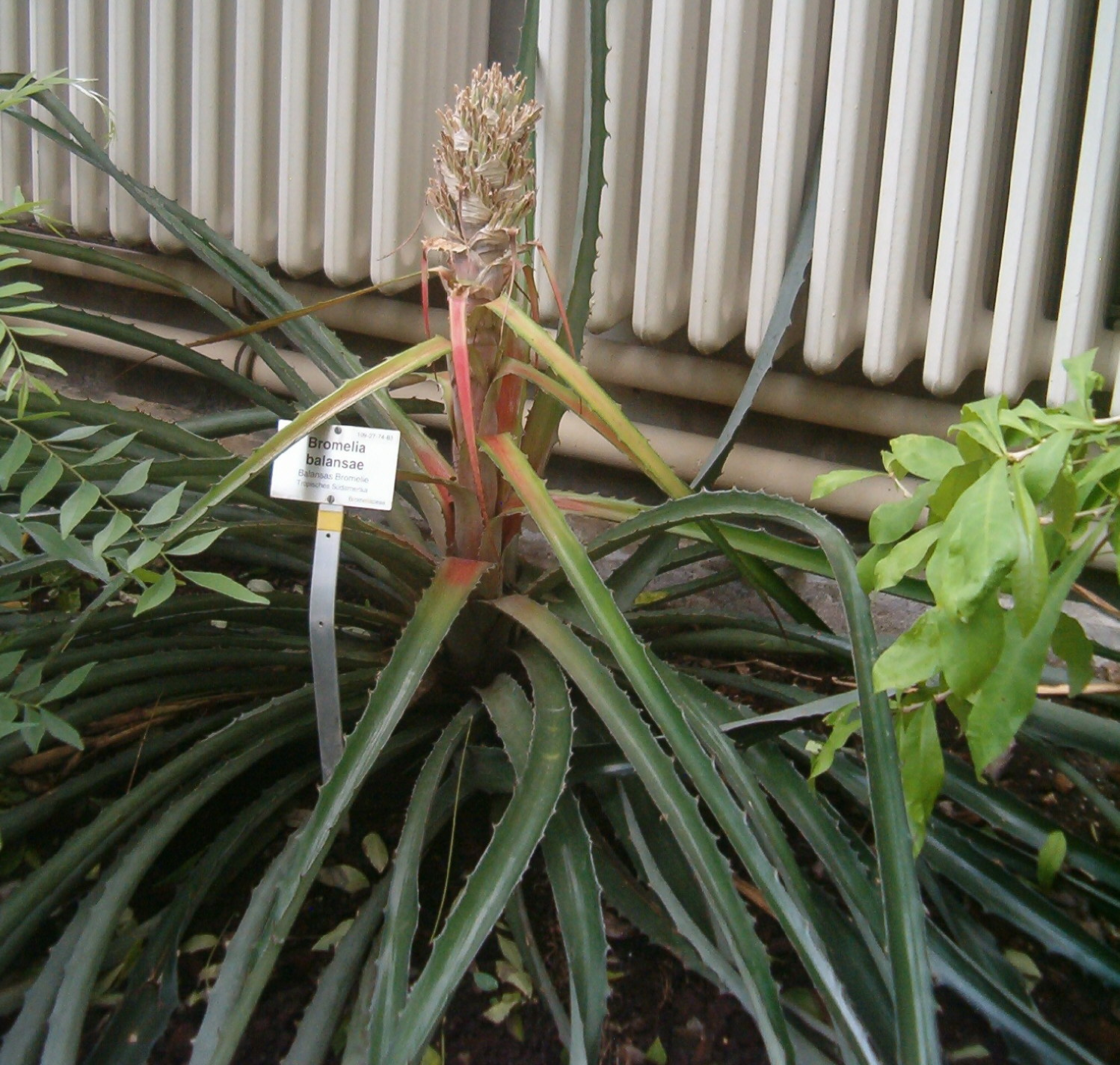
Bromelia balansae virágzata

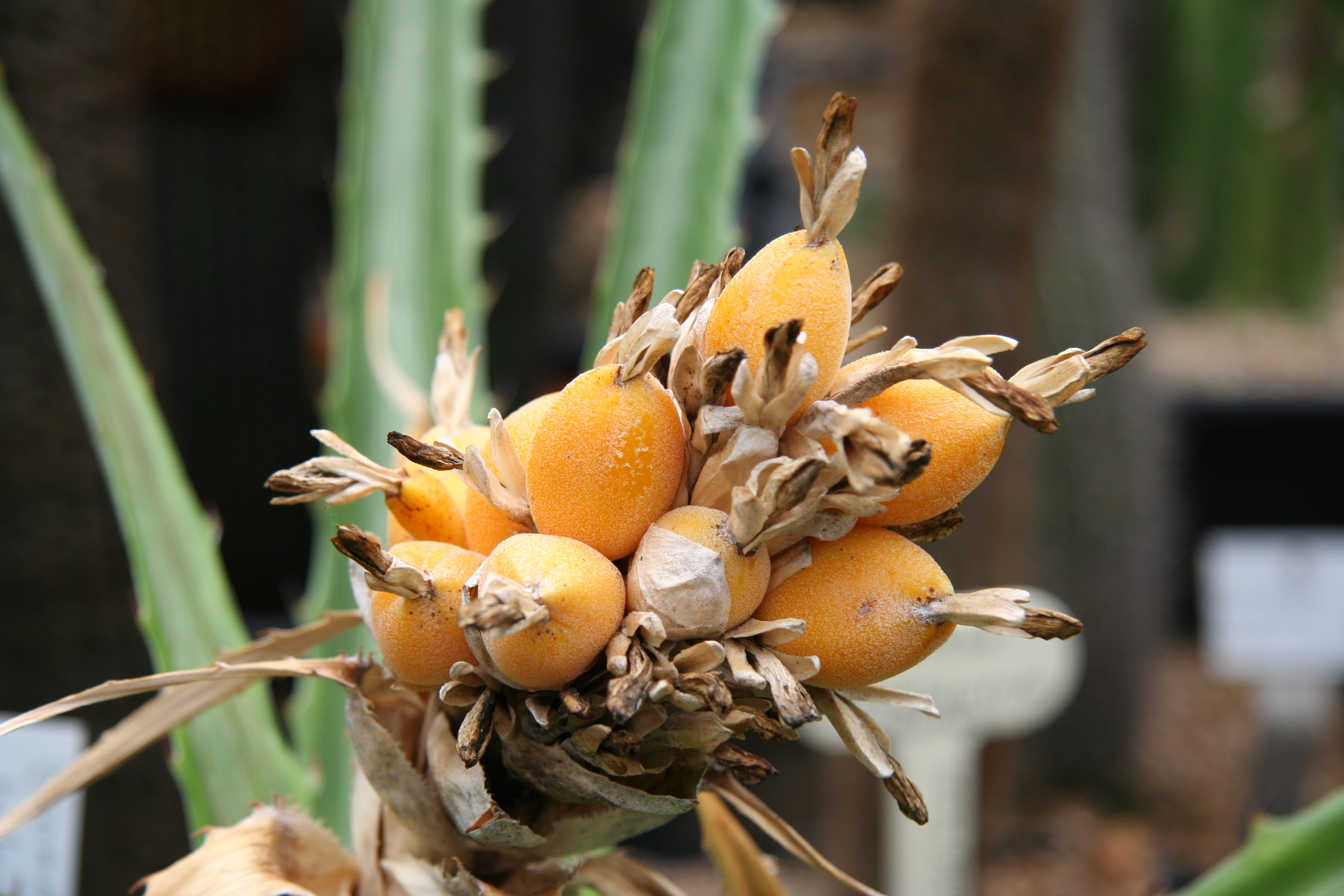
Bromelia balansae termése

A bromélia (Bromelia) a perjevirágúak (Poales) rendjébe sorolt broméliafélék (Bromeliaceae) típusnemzetsége 60-nál is több természetes fajjal és számos kertészeti változattal.

## Származása, elterjedése
Az újvilági trópusok flórabirodalmának növényei. Természetes élőhelyükön az Antillák szigeteitől Brazíliáig fordulnak elő.

## Megjelenése, felépítése
Tőlevélrózsában növő levelei spirálisan átfedik egymást, így a növény meg tudja tartani a ráhullt vizet. A kemény levelek széle erősen fogazott.
Kis, fehér, piros vagy lila virágokból álló, változatos alakú virágzata  virágnyélen nő ki a rozetta szívéből.
Többnyire tojásfehér–narancssárga gyümölcseiben nagy barna magok ülnek.

## Életmódja, élőhelye
A fajok egyik nagy csoportja a talajban gyökerezik, a másik nagy csoport epifiton. Utóbbiak főleg az esőerdőkben, a talajlakók alapvetően a száraz, füves pusztákon fordulnak elő. Ezeken az élőhelyeken sűrűn egymás mellett nőve tövisbozóttá állnak össze (Urania).
Trópusi jellegükből adódóan a legtöbb fajnak legalább + 15 °C hőmérsékletre van szüksége. A vizet jól áteresztő talajt és a sok napsütést kedvelik. Nyáron virágzanak.
Tarackgyökeréről vegetatívan gyorsan terjed.

## Rendszertani felosztása
A nemzetségben 2022-ig fajt különítettek el:
- Bromelia agavifolia
- Bromelia alsodes
- Bromelia alta
- Bromelia antiacantha
- Bromelia araujoi
- Bromelia arenaria
- Bromelia arubaiensis
- Bromelia auriculata
- Bromelia balansae
- Bromelia binotii
- Bromelia braunii
- Bromelia charlesii
- Bromelia chrysantha
- Bromelia dilatata
- Bromelia eitenorum
- Bromelia epiphytica
- Bromelia estevesii
- Bromelia exigua
- Bromelia flemingii
- Bromelia fosteriana
- Bromelia fragilis
- Bromelia glaziovii
- Bromelia goeldiana
- Bromelia goyazensis
- Bromelia grandiflora
- Bromelia granvillei
- Bromelia gurkeniana
- Bromelia hemisphaerica
- Bromelia hieronymi
- Bromelia horstii
- Bromelia humilis
- Bromelia ignaciana
- Bromelia interior
- Bromelia irwinii
- ananászkender (Bromelia karatas, Bromelia argentina)
- Bromelia laciniosa
- Bromelia lagopus
- Bromelia legrellae
- Bromelia lindevaldae
- Bromelia macedoi
- Bromelia michaelii
- Bromelia minima
- Bromelia morreniana
- Bromelia nidus-puellae
- Bromelia oliveirae
- Bromelia palmeri
- Bromelia pinguin
- Bromelia poeppigii
- Bromelia redoutei
- Bromelia regnellii
- Bromelia reversacantha
- Bromelia rondoniana
- Bromelia scarlatina
- Bromelia serra
- Bromelia superba
- Bromelia sylvicola
- Bromelia tarapotina
- Bromelia trianae
- Bromelia tubulosa
- Bromelia unaensis
- Bromelia urbaniana
- Bromelia villosa

## Gazdasági jelentősége
Számos faját dísznövénynek termesztik. Több faj gyümölcse ehető. Az Európában 1690 óta dísznövényként termesztett Bromelia pinguin gyümölcse a  piñuela.
Fogazott levelei miatt a trópusokon sövénynek is ültetik (Urania).
Levélrostjaiból köteleket és hálókat készítenek. A legismertebb az ananászkender (Bromelia karatas) rostja, a caraguata, amelyből nemcsak hajókötelek készítenek, de papírt is.